# Unity (modul til rumstation)
 For alternative betydninger, se Unity. (Se også artikler, som begynder med Unity)
Unity var det første amerikanskbyggede modul til Den Internationale Rumstation. Det er cylinderformet, med seks sammenkoblingsluger. Unity er 4,57 meter i diameter, 5,47 meter lang, og var bygget for NASA af Boeing i en fabrikshal på Marshall Space Flight Center i Huntsville, Alabama. Arbejdstitlen var Node 1, knude(punkt) 1, og fik senere navnet Unity (enhed). Unity er det første af i alt tre sammenkoblingsmoduler på den færdige ISS.

## Opsendelse og montering
Unity blev fragtet op i kredsløb med rumfærgen Endeavour STS-88, den første rumfærgemission dedikeret til opbygningen af rumstationen. Den 6. december 1998, sammenkoblede STS-88-mandskabet Unity med Zarja-modulet. (Zarja er et russisk/amerikanskfinansieret, russiskbygget modul, opsendt d. 20. november 1998 med en russisk Protonraket fra Bajkonur-kosmodromen i Kasakhstan.) Zarja og Unity var den første sammenkobling mellem to ISS-moduler.

## Forbindelse til andre ISS-moduler
Unity har seks Common Berthing Mechanism (CBM) luger. 
| CBM      | Modul                                      | opsendt                               |
| -------- | ------------------------------------------ | ------------------------------------- |
| Forrest  | Destiny (det amerikanske laboratoriemodul) | STS-98 (7. februar 2001)              |
| Agterst  | Zarja lagermodul (via PMA-1)               | Første del af ISS (20. november 1998) |
| Styrbord | Quest luftsluse                            | STS-104 (12. juli 2001)               |
| Bagbord  | Tranquility med Cupola                     | STS-130 (februar 2010)                |
| Zenit    | Z1-bom (inaktiv)                           | STS-92 (11. oktober 2000)             |
| Nadir    | Leonardo (Pressurized Multipurpose Module) | STS-133 (september 2010)              |

PMA-2 sad på Unitys forreste luge, indtil Destiny blev tilkoblet. Leonardo og Raffaello Multi-Purpose Logistics Modules har begge været koblet til Unity under flere missioner. Under STS-120 var Harmony kortvarigt sammenkoblet med Unity.

## Specifikationer
- Længde 5,49 m
- Diameter 4,57 m
- Vægt 11.612 kg